# Sportpark Aalsterweg
Het Sportpark Aalsterweg is een buurt in het stadsdeel Stratum in de Nederlandse stad Eindhoven. Op 1 januari 2023 telde de buurt 20 inwoners, verdeeld over 8 woningen, op een oppervlakte van 0,57 km².
De buurt ligt in het zuiden van Eindhoven, in de wijk Kortonjo die bestaat uit de volgende buurten:
- Kerstroosplein
- Gerardusplein
- Genneperzijde (Poelhekkelaan)
- Roosten
- Eikenburg
- Sportpark Aalsterweg

De buurt kent veel recreatie, zoals onder meer FC Eindhoven met haar thuishaven, het Jan Louwers Stadion, Hockeyclub Oranje-Rood, diverse tennisverenigingen en de Tongelreep, zowel het zwembad als de golfclub. Samen met de buurten Gennep en Genneperzijde staat het gebied ook bekend als de Genneper Parken.

## Foto's

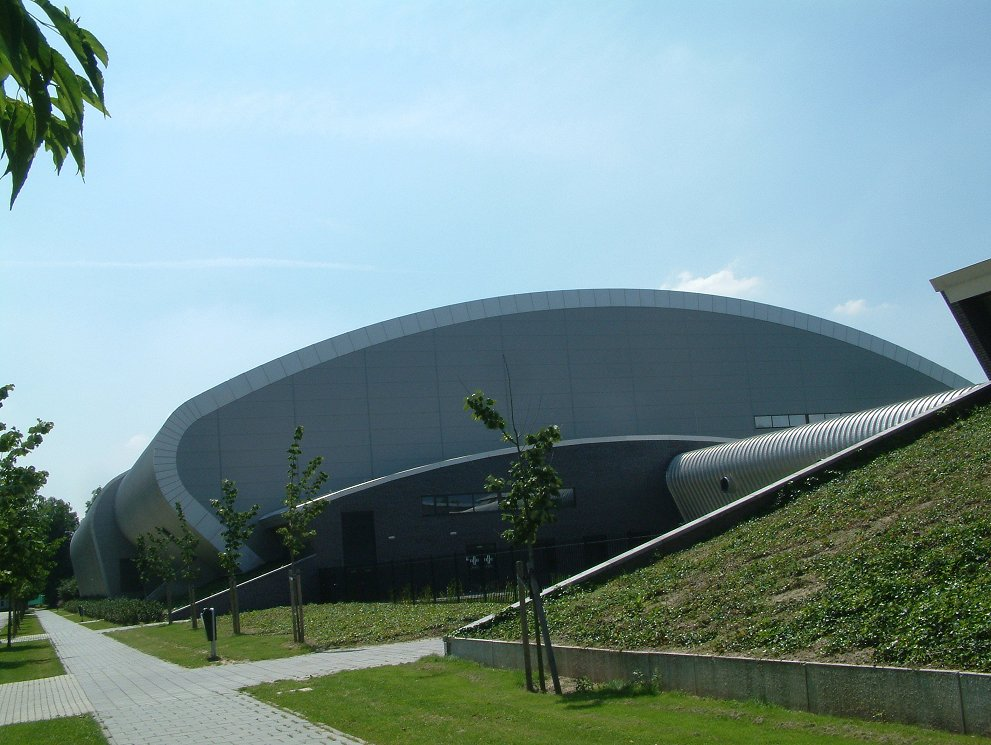
Nationaal Zwemcentrum de Tongelreep
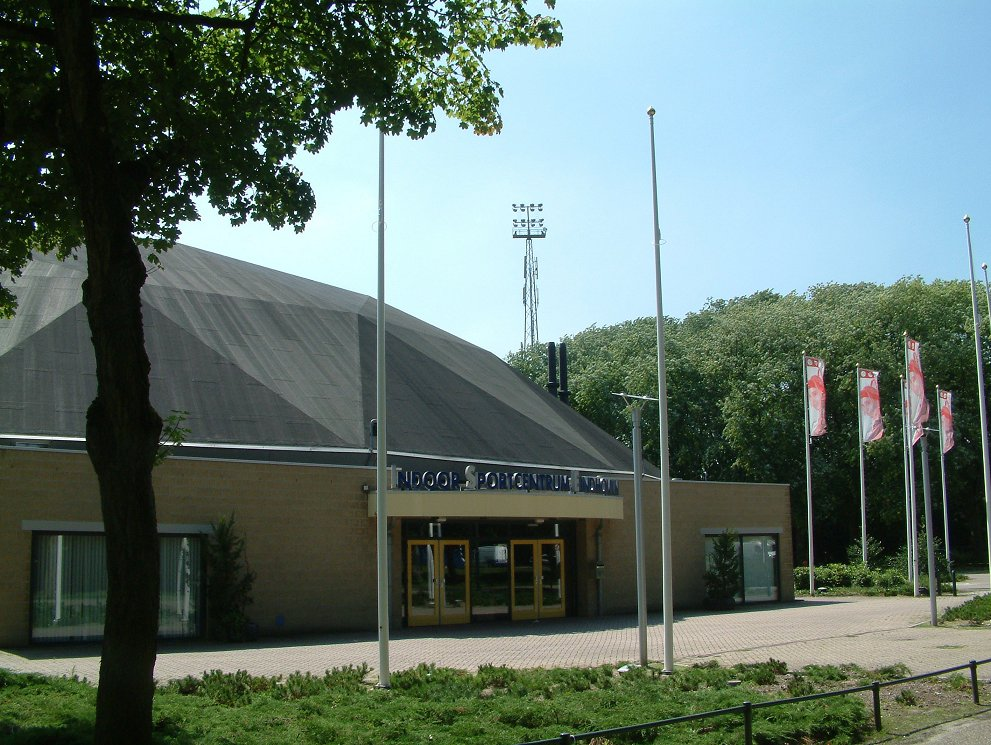
Indoor-Sportcentrum Eindhoven